# Situjuah Banda Dalam
Situjuah Banda Dalam is een bestuurslaag in het regentschap Lima Puluh Kota van de provincie West-Sumatra, Indonesië. Situjuah Banda Dalam telt 4388 inwoners (volkstelling 2010).